# Daryl Perkins
Daryl William Perkins (nascido em 20 de abril de 1943) é um ex-ciclista australiano que participava em competições de ciclismo de pista.
Foi um dos atletas que representou a Austrália nos Jogos Olímpicos de 1964, em Tóquio, no Japão.
Em 1966, Perkins conquistou a medalha de bronze na prova de velocidade (1000 m) nos Jogos do Império Britânico e da Commonwealth, em Kingston, na Jamaica, terminando atrás de Roger Gibbon e Jim Booker.